# Global Spirits
Global Spirits — український алкогольний холдинг, заснований в 2008, об'єднує активи в алкогольній галузі та володіє дистриб'юторською мережею.

## Про компанію
Компанія Global Spirits є власником підприємств з виробництва горілки, настоянок, бренді, вин, ігристого вина, вермутів та слабоалкогольних напоїв.
Перша партія продукції ЛГЗ «Хортиця» зійшла з конвеєра в грудні 2003. Пропускна швидкість конвеєра — 30 м/хв, тобто кожну секунду виробляється 16 пляшок горілки.
Одеський коньячний завод — найстаріше українське підприємство галузі бренді, створене1863 року родиною Шустових. Є підприємством повного циклу виробництва бренді за французькою технологією. Володіє близько 1000 га виноградників та найстарішим парком бочок бренді (15 000 шт.)
Власні бренди: Хортиця, Blagoff, Мороша, Медовуха, Первак, Oreanda, San Marino, Shustoff, Чайка, Десна, Аркадія, Мікадо.
На сьогодні продукція холдингу продається в більш ніж 87 країнах світу.
За даними власника холдингу Євгена Черняка, 24 лютого 2022 року компанія відкликала ліцензію на виробництво брендів у росії.

## Розслідування
2024 року почалося розслідування проти компанії. Холдинг звинувачували в проведенні закупівель у росії. зокрема, промислових обсягів спирту, через фірми у Центральній Азії та на Південному Кавказі, зокрема, Сакартвело та Азербайджан. Власник холдингу Євген Черняк заявив, що ні він, ні його співробітники не є власниками чи учасниками згаданих компаній.